# Kaissa Ould Braham
Kaissa Ould Braham (1972) és una filòloga i periodista de la Cabília. Des del 2008 viu als Països Catalans, acollida pel PEN Català a causa de la persecució lingüística, ètnica i religiosa de què és objecte. Defensar la cultura, la llengua i el laïcisme a les pàgines del diari Izuran («Arrels») la va enfrontar, a ella i al seu marit, Salem Zenia (director de la publicació), amb la censura del govern i amb la violència de grups islamistes. En l'actualitat continua amb l'activisme a favor de la democràcia, la llibertat del poble amazic i els drets de les dones.